# Myrmica displicentia
Myrmica displicentia (лат.) — вид мелких муравьёв рода Myrmica (подсемейство мирмицины).

## Распространение
Россия, Дальний Восток: Камчатка, Магаданская область.

## Описание
Мелкие коричневые муравьи длиной около 5 мм с длинными шипиками заднегруди. Окраска тела двуцветная: желтовато-красная грудь контрастирует с более тёмными головой и брюшком. Усики 12-члениковые (у самцов 13-члениковые). Стебелёк между грудкой и брюшком состоит из двух члеников: петиолюса и постпетиолюса (последний четко отделен от брюшка), жало развито, куколки голые (без кокона). Брюшко гладкое и блестящее. Предпочитает хорошо освещённые и теплые места обитания на открытых склонах, лесных полянах, по обочинам дорог, в разреженных лесах. Муравейники располагаются под землёй, под камнями. Семьи включают от нескольких сотен до 1500 рабочих муравьёв и до 3 маток. Брачный лёт самок и самцов происходит с июня по август.

## Систематика
Близок к видам Myrmica ademonia, Myrmica sulcinodis и Myrmica kasczenkoi (таксонам из группы Myrmica lobicornis-group), отличаясь двуцветным телом и сильно изогнутым, но не угловатым (без вертикальной лопасти) в основании скапусом. Вид был впервые описан в 1986 году российским мирмекологом Алиной Ниловной Купянской (Биолого-почвенный институт ДВО РАН, Владивосток) под первоначальным названием Myrmica bicolor Kupyanskaya, 1986. Затем в 1995 году английский мирмеколог Б. Болтон (Лондон) заменил его на имя Myrmica displicentia Bolton, 1995, так как прежнее оказалось занято названием вымершего вида, то есть преоккупировано †Myrmica bicolor Heer, 1867 (ныне это синоним вида †Paraphaenogaster tertiaria (Heer, 1849).